# Didier Burkhalter
Didier Burkhalter (sinh ngày 17 tháng 4 năm 1960 tại Neuchâtel) là chính trị gia Thụy Sĩ của đảng Dân chủ tự do (FDP). Ông là thành viên của Hội đồng Liên bang Thụy Sĩ, người được bầu chọn vào ngày 16 tháng 9 năm 2009 và được kế vị bởi Pascal Couchepin vào ngày 1 tháng 11 năm 2009 khi ông trở thành Bộ trưởng Bộ Nội vụ Liên bang. Vào ngày 16 tháng 12 năm 2011, Hội đồng liên bang thông báo rằng kể từ ngày 1 tháng 1 năm 2012, Burkhalter sẽ giữ chức vụ Bộ trưởng Bộ ngoại giao. Ông đảm nhiệm vai trò Tổng thống Liên bang Thụy Sĩ từ năm 2014.